# All Hands Make Light
 All Hands Make Light — канадський експериментальний нойз-поп дует, заснований у 2020 році.

## Історія
Проект All Hands Make Light був створений у 2020 році.
Під час пандемії COVID-19, Аріель Енгл (AroarA, Broken Social Scene) і Ефрім Менук (Godspeed You! Black Emperor) вирішили попрацювати над чимось разом. Вони обмінювалися файлами в Інтернеті і таким чином виник дует.
У 2021 році гурт випустив однойменний дебютний альбом. У цьому ж році гурт All Hands Make Light виступив на фестивалі Pop Montreal.
У 2023 році вийшов студійний альбом гурту All Hands Make Light, Darling the Dawn. Альбом увійшов до довгого списку музичної премії Polaris 2023.

## Склад гурту
- Аріель Енгл (Ariel Engle) — вокал,
- Ефрім Менук (Efrim Menuck) — мультиінструменталіст.[1]

## Дискографія

### Студійні альбоми
- Darling the Dawn (2023)

### Мініальбоми
- ALL HANDS_MAKE LIGHT (2021)